# Arnebia transcaspica
Arnebia transcaspica är en strävbladig växtart som beskrevs av M. Pop. Arnebia transcaspica ingår i släktet Arnebia och familjen strävbladiga växter. Inga underarter finns listade i Catalogue of Life.